# Olle Nordström
Olof (Olle) Ingemar Nordström, född 11 maj 1941 i Stockholm, död 17 januari 1986 i Sollentuna, var en svensk musiker och datakonsult.
Nordström spelade bas i Lee Kings fram till 1966, och fortsatte sedan som gruppens bokare. Han var med från början att starta "Sting Production", 1964, som bokade poporkestrar. Bolaget blev senare Ema Telstar Konsertbyrån. 
Olle Nordström är begravd på Sandsborgskyrkogården i Stockholm.